# 아그리 데쿠마테스

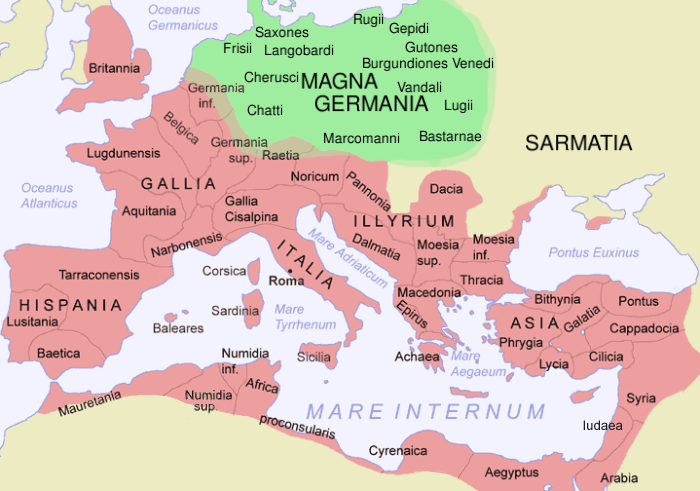
서기 120년의 로마 제국과 서기 98년에 타키투스에 의해 언급된 일부 게르만 부족들이 표시된 게르마니아

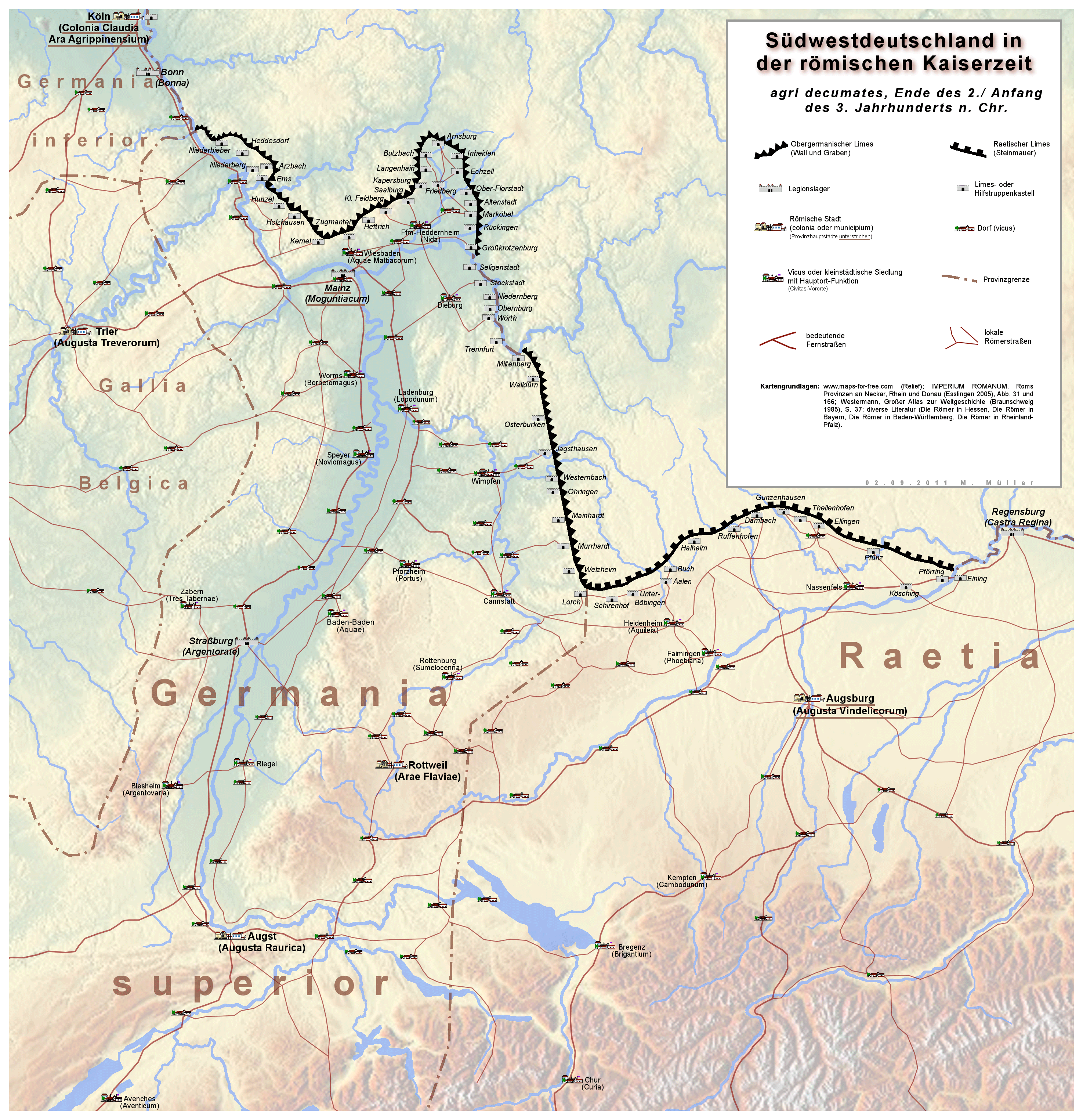
'리메스 게르마니쿠스'와 아그리 데키마테스

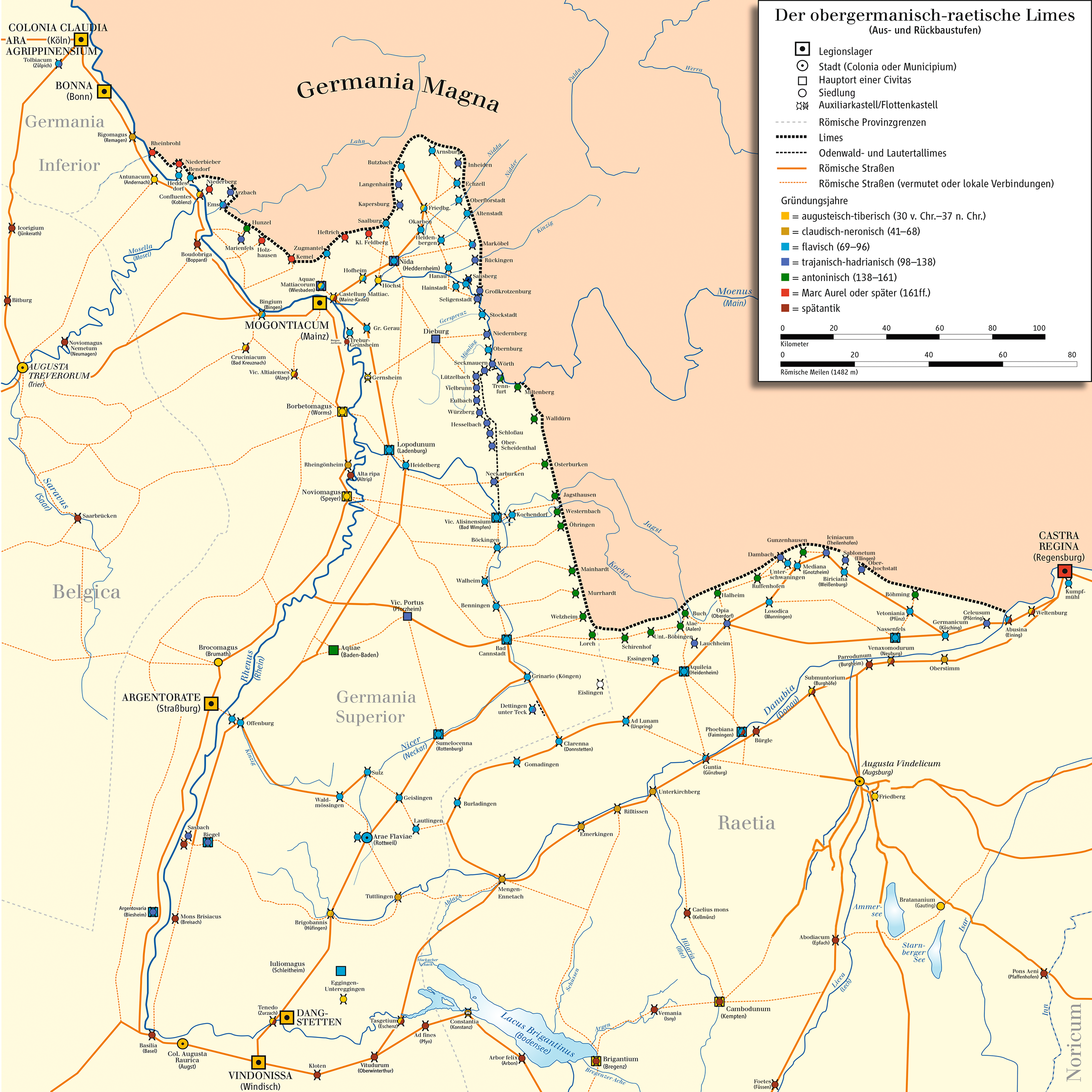
게르마니아 수페리오르 & 라이티아 리메스

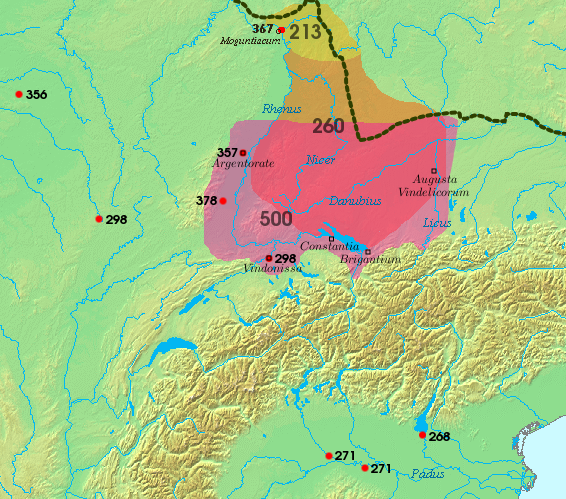
3세기부터 5세기까지 알레만니족의 팽창과 로마-알레만니족 전투지

아그리 데쿠마테스(Agri Decumates) 또는 데쿠마테스 아그리(Decumates Agri, 데쿠마테스 평야)는 로마 제국의 속주인 게르마니아 수페리오르, 라이티아 등에 있던 지역이다. 라인강, 마인강, 도나우강 사이에 있는 슈바르츠발트, 슈베비셰알프, 프렝키셰알프에 해당하며, 오늘날 프랑크푸르트, 슈투트가르트, 프라이부르크임브라이스가우, 바이센부르크인바이에른를 포함한 독일 남서부에 있었다. 이 지명에 대한 유일한 고대 시대의 언급은 타키투스의 저서 '게르마니아' (29장)에서 등장한다. 후대의 지리학자 클라우디오스 프톨레마이오스는 이 지역을 '헬베티족의 불모지'라고 언급하다.
'데쿠마테스'라는 단어의 의미는 현재 잊혀진 상황이고 여러 논쟁의 대상이다. 영국의 고전학자 마이클 그랜트에 따르면, 데쿠마테스는 아마 10개 구역으로 나뉘어 있던 이 지역의 정치적 분열을 나타내는 고대 켈트어라고 한다. 또 다른 이론은 이 단어가 해당 지역에 거주하던 사람들이 10분의 1세를 내포한다고 한다.

타키투스에 따르면, 아그리 데쿠마테스는 켈트 부족 중 하나인 헬베티족이 본래 거주했었으나, 곧 게르만과 갈리아 정착민들이 들어섰다고 한다. 타키투스는 다음과 같이 기록을 남겼다: 
나는 게르만족들이 비록 라인강와 다뉴브강에 거주하지만, 이 10분의 1의 땅 (아그리 데쿠마테스)의 경작자들이 그들이라고 생각하지 않는다. 욕망으로 인해 대담해진 갈리아에서 온 무자비한 모험가들이 이 소유권이 불분명한 땅을 차지하였다. 우리의 국경이 전진하고, 우리의 군기지가 전방을 향해 나아가면서, 이곳은 우리 제국의 먼 외딴 지역이자 속주의 일부로서 여겨졌다.
플라비우스 왕조와 그 후대 황제들 시기 때, 로마인들은 이 지역을 장악하였고 정착하였다. 이들은 군용 연락망과 이동을 위해 도로망을 건설하였고, 이 지역을 이용해 로마령 갈리아로 진입하려는 침략 야만 부족들을 막기 위해 방어망을 개선시켰다. 국경 요새 ('리메스')가 라인브롤—아른스부르크—인하이덴—시렌호프—군첸하우젠—푀링 (리메스 게르마니쿠스) 순으로 이어지는 국경선을 따라 지어졌다.
대형 로마 정착지들에는 '수몰레켄나'(Sumolecenna', 로텐부르크암네카어), '키비타스 아우렐리아 아쿠엔시스'(Civitas Aurelia Aquensis, 바덴바덴), '로포두눔' (라덴부르크), '아라이 플라비아이'(Arae Flaviae, 로트바일) 등이 있었다.
로마는 3세기 중엽까지 아그리 데쿠마테스 지역을 지배하다가, 알레만니족의 침입과 '포스투무스 시기 서로마 제국이의 다수가 분리 독립이 일어지기 전인 갈리에누스 황제 (재위: 259년-260년) 때 철수하였다.
아우렐리아누스 황제 (재위: 270년–275년)는 이른바 '군인' 황제 시대인 3세기 말 로마의 부활 시기 동안 일시적으로 이 지역을 점령했을 수도 있다. 실제로 그렇다 하더라도, 로마의 아그리 데쿠마테스 재점령은 잠시뿐이었다. 프로부스 황가 죽고 나서 (282년), 이 지역은 최종적으로 포기되었고 알레만니족이 차지하였다. 게르만족들은 그때부터 이 지역에 계속해서 거주했다. 하지만, 로마의 정착지들은 곧장 버려진 것은 아니었다. 서로마 제국이 멸망한 지 한참 후에 이웃한 갈리아에서 로마 양식이 계속된 것처럼 로마의 삶의 방식이 5세기까지 이어졌다고 하는 증거가 존재한다.
J. G. F. Hind는 '아그리 데쿠마테스의 옛 로마 거주민들이 3세기 후반에서 5세기 사이 라인강 서안에 있는, 라인강과 자르강 사이, 마인츠와 메스 사이 지역으로 옮겨간 '데켐 파기'(마찬가지로 10개 지역)에서 발견되었다고 주장했다.

## 참고 문헌
- Grant, Michael (1986), 《A Guide to the Ancient World: A Dictionary of Classical Place Names》, New York: H. W. Wilson, ISBN 0-7607-4134-4
- Strayer, Joseph R. (1982), 《Dictionary of the Middle Ages》 1, New York: Scribner, ISBN 0-684-18276-9
- Jankuhn, Herbert; Beck, Heinrich, 편집. (1984), 《Reallexikon der germanischen Altertumskunde》 5, Berlin: de Gruyter, ISBN 3-11-009635-8
- Syme, Ronald, 편집. (1958), 《Tacitus》 1, Oxford: Clarendon Press